# Trường Đại học Mở Thành phố Hồ Chí Minh
Trường Đại học Mở Thành phố Hồ Chí Minh (Ho Chi Minh City Open University, viết tắt là HCMCOU hoặc OU) là một trường đại học công lập đa ngành tại Việt Nam. Trường trực thuộc Bộ Giáo dục và Đào tạo.
Trường hoạt động theo cơ chế tự chủ việc thu chi học phí.

## Lịch sử
Được thành lập vào năm 1990 và trở thành trường đại học công lập từ năm 2006. Đến nay, Trường Đại học Mở Thành phố Hồ Chí Minh luôn là lá cờ đầu trong lĩnh vực đào tạo từ xa khu vực phía Nam và là một trong những trường đại học tiên phong tại Việt Nam triển khai phương thức đào tạo trực tuyến.
Gần 3 thập kỷ qua, Nhà trường không ngừng cải cách và nâng cao chất lượng đào tạo bằng việc chủ động mở rộng mối quan hệ hợp tác với nhiều đối tác chất lượng trên thế giới. Trường Đại học Mở Thành phố Hồ Chí Minh hợp tác với nhiều Trường và tổ chức giáo dục danh tiếng như:
- Hội đồng Quốc tế về Đào tạo theo phương thức Mở và hình thức từ xa (ICDE)
- Hiệp hội các Trường Đại học Mở Châu Á (AAOU)
- Trung tâm đào tạo Mở khu vực trực thuộc Hội đồng Bộ trưởng Bộ Giáo dục các quốc gia Đông Nam Á (SEAMEO SEAMOLEC)
- Trường HAMK University of Applied Science (Phần Lan)
- Hệ thống Đại học ASEAN (The ASEAN University Network) (AUN)

## Lịch sử hình thành và ý nghĩa tên trường

### Lịch sử hình thành
Trường Đại học Mở Thành phố Hồ Chí Minh thành lập được 34 năm và trải qua nhiều giai đoạn phát triển.
Ngày 15 tháng 6 năm 1990, Bộ trưởng Bộ Giáo dục và Đào tạo ra Quyết định số 451/TCCB về việc thành lập Viện Đào tạo mở rộng trực thuộc Trường Cán bộ Quản lý Đại học – THCN và Dạy nghề, là tiền thân của Trường Đại học Mở Thành phố Hồ Chí Minh ngày nay.
Với sự phát triển nhanh chóng và nhu cầu học tập của xã hội, ngày 26 tháng 7 năm 1993, Thủ tướng Chính phủ quyết định thành lập Trường Đại học Mở bán công TP. Hồ Chí Minh trên cơ sở Viện Đào tạo mở rộng TP. Hồ Chí Minh, với chức năng là đào tạo từ xa, đào tạo tại chỗ, đào tạo tại các điểm vệ tinh,... nhằm đáp ứng nhu cầu học tập đa dạng của xã hội, góp phần tăng cường đội ngũ cán bộ khoa học – kỹ thuật cho đất nước.
Ngày 22 tháng 6 năm 2006, Thủ tướng Chính phủ ban hành Quyết định số 146/2006/QĐ-TTg chuyển loại hình một số trường đại học và cao đẳng bán công, dân lập . Theo quyết định này, Trường Đại học Mở bán công TPHCM được chuyển sang thành trường đại học công lập và có tên gọi là Trường Đại học Mở Thành phố Hồ Chí Minh, là đơn vị sự nghiệp công lập trực thuộc Bộ Giáo dục và Đào tạo, được giao quyền tự chủ, tự chịu trách nhiệm về thực hiện nhiệm vụ, tổ chức bộ máy, biên chế và tài chính theo Nghị định số 43/2006/NĐ-CP ngày 25/4/2006 của Chính phủ.
Theo Đề án đã được Thủ tướng Chính phủ phê duyệt, Trường Đại học Mở TP.Hồ Chí Minh được thực hiện tự chủ, tự chịu trách nhiệm về các nội dung:
1. Về việc thực hiện nhiệm vụ đào tạo và nghiên cứu khoa học.
2. Về tổ chức bộ máy, nhân sự.
3. Về tài chính.
4. Về chính sách học bổng, học phí.
5. Về đầu tư, mua sắm.
6. Về cơ chế giám sát.
7. Các quyền và nghĩa vụ khác theo quy định tại Nghị quyết số 77/NQ-CP ngày 24 tháng 10 năm 2014 của Chính phủ về thí điểm đổi mới cơ chế hoạt động đối với các cơ sở giáo dục đại học công lập giai đoạn 2014 – 2017 và các văn bản khác có liên quan.
Thông qua các hình thức đào tạo chính quy, đào tạo từ xa, tại chỗ và các điểm vệ tinh thực hiện đào tạo theo các chương trình: Đào tạo sau Đại học (Cao học), Đào tạo đại học (cấp bằng kỹ sư, cử nhân đại học), Cao đẳng (cấp bằng cử nhân cao đẳng), Trung cấp chuyên nghiệp, Bồi dưỡng nâng cao trình độ và đổi mới kiến thức (cấp chứng chỉ). Nghiên cứu khoa học và chuyển giao công nghệ, phổ biến thông tin khoa học – kỹ thuật, truyền bá và bảo tồn truyền thống văn hóa dân tộc.
Bên cạnh đó, Trường còn tổ chức các hoạt động hợp tác, giao lưu quốc tế. Các chương trình, nội dung đào tạo phong phú, đa cấp phù hợp với nhu cầu xã hội: người học có thể lấy văn bằng đại học - sau đại học, văn bằng nghề hoặc chứng chỉ cập nhật kiến thức. Phương châm gắn nhà trường với xã hội; học gắn liền với thực tiễn. Đặc biệt trường áp dụng đào tạo theo phương thức tín chỉ tạo cơ hội rút ngắn quá trình học tập cho sinh viên.
Ngày 12 tháng 6 năm 2015, Thủ tướng Chính phủ ban hành Quyết định số 850/QĐ-TTg phê duyệt Đề án thí điểm đổi mới cơ chế hoạt động của Trường Đại học Mở Thành phố Hồ Chí Minh giai đoạn 2015–2017.

### Ý nghĩa tên trường
Có người bảo cái tên "Mở" bắt nguồn từ lịch sử hình thành trường. Lúc đó, khi chỉ mới có các trường truyền thống "công lập" thì ngành Giáo dục quyết định thử nghiệm xây dựng trường đại học đào tạo mở, tự hạch toán.
Có người lại nói rằng Đại học Mở TPHCM là lá cờ tiên phong trong lĩnh vực đào tạo từ xa, là một trong những trường đại học đầu tiên tại Việt Nam triển khai chương trình đào tạo trực tuyến. Vì vậy, nó có tên là "Mở". "Mở" ý là không gian học tập được rộng mở, bạn có thể theo học chương trình của trường bất kỳ ở đâu, bất kỳ lúc nào.

## Thành tích & khen thưởng
- Huân chương Lao động hạng Nhì năm 2019.
- Huân chương Lao động hạng Ba cho nhà trường vào năm 2011.
- Bằng khen của Thủ tướng Chính phủ cho nhà trường vào năm 2011.
- Huân chương Lao động hạng Nhì cho nhà trường năm 2019.

## Chất lượng giáo dục
Thực hiện Thông tư số 09/2009/TT-BGDĐT ngày 07/5/2009 của Bộ Giáo dục và Đào tạo về Quy chế công khai đối với các cơ sở giáo dục thuộc hệ thống giáo dục quốc dân, và công văn số 5901/BGDĐT-KHTC ngày 17 tháng 10 năm 2014 về việc hướng dẫn thực hiện quy chế công khai năm học 2014-2015.

## Các khoa và ngành đào tạo
Đại học Mở Thành phố Hồ Chí Minh có tổng cộng 11 khoa với các hệ đào tạo: đại học chính quy, đại học chính quy chất lượng cao và sau đại học (thạc sĩ, tiến sĩ).
| STT | Khoa                                          | Hệ đào tạo | Chuyên ngành đào tạo |
| --- | --------------------------------------------- | ---------- | --- |
| 1   | Kinh tế và Quản lý công                       | Đại học    | - Kinh tế - Quản lý công |
| 2   | Luật                                          | Đại học    | - Luật kinh tế - Luật |
| 3   | Quản trị kinh doanh                           | Đại học    | Chi tiết - Du Lịch - Marketing - Quản Trị Nhân Lực - Kinh Doanh Quốc Tế - Logistics & Quản lý chuỗi cung ứng - Quản Trị Kinh Doanh                                                                                      |
| 4   | Kế toán - Kiểm toán                           | Đại học    | - Kế toán - Kiểm toán |
| 5   | Tài chính - Ngân hàng                         | Đại học    | - Tài chính - Ngân hàng - Bảo hiểm - Công nghệ tài chính |
| 6   | Xã hội học - Công tác xã hội - Đông Nam Á học | Đại học    | Chi tiết - Xã hội học - Công tác xã hội - Đông Nam Á học - Tâm Lý Học |
| 7   | Ngoại ngữ                                     | Đại học    | Chi tiết - Ngôn ngữ Anh - Ngôn ngữ Hàn - Ngôn ngữ Nhật - Ngôn ngữ Trung |
| 8   | Công nghệ thông tin                           | Đại học    | Chi tiết - Hệ thống thông tin quản lý - Khoa học máy tính - Công nghệ thông tin - Trí tuệ nhân tạo |
| 9   | Xây dựng                                      | Đại học    | - Quản lý Xây dựng - Công Nghệ Kỹ Thuật Công trình xây dựng |
| 10  | Công nghệ sinh học                            | Đại học    | - Công nghệ sinh học - Công nghệ thực phẩm |
| 11  | Khoa học cơ bản                               | Đại học    | - Khoa học dữ liệu |
| 12  | Đào tạo đặc biệt (Các ngành chất lượng cao)   | Đại học    | Chi tiết - Quản Trị Kinh Doanh - Kinh Tế - Tài Chính Ngân Hàng - Kế Toán - Kiểm Toán - Công Nghệ Sinh Học - Luật Kinh Tế - Khoa Học Máy Tính - CNKT Công Trình Xây Dựng - Ngôn ngữ Anh - Ngôn ngữ Trung - Ngôn ngữ Nhật |

## Các cơ sở đào tạo
- Trụ sở chính: 35-37 Hồ Hảo Hớn, phường Cầu Ông Lãnh, Thành phố Hồ Chí Minh
- Địa điểm học tập:
  - Cơ sở 1: 97 Võ Văn Tần, phường Xuân Hòa, Thành phố Hồ Chí Minh
  - Cơ sở 2: Khu dân cư Nhơn Đức, xã Hiệp Phước, Thành phố Hồ Chí Minh
  - Cơ sở 3: 2 Mai Thị Lựu, phường Tân Định, Thành phố Hồ Chí Minh
  - Cơ sở Bình Dương: 68 Lê Thị Trung, phường Phú Lợi, Thành phố Hồ Chí Minh
  - Cơ sở Đồng Nai: 259/29 Quốc lộ 51, phường Long Hưng, Đồng Nai
  - Cơ sở Khánh Hòa: 4 Tân Định, phường Ninh Hòa, Khánh Hòa

## Hiệu trưởng qua các thời kì
- VS. TSKH. Cao Văn Phường (1990-1995) hiện nay là Chủ tịch Hội đồng Quản trị, Hiệu trưởng Trường Đại học Bình Dương.
- Nhà giáo Lê Thế Dõng (1995-2003), đã mất vào tháng 7 năm 2025.
- NGƯT, PGS. TS. Lê Bảo Lâm (2003-2013) nguyên Bí thư Đảng ủy khối các trường đại học, cao đẳng Thành phố Hồ Chí Minh.
- PGS. TS. Nguyễn Văn Phúc (1/6/2013-9/2017) nay là Thứ trưởng Bộ Giáo dục và Đào tạo.
- PGS. TS. Vũ Hữu Đức - Phụ trách Trường (9/2017 đến 6/2019).
- GS. TS. Nguyễn Minh Hà (6/2019 - nay).